# 三北
三北是几种中国的地方区域的简称。

## 东北、华北、西北
对于中国北部三个区域的简称，范围包括东北、华北、西北。
大致为中国北方的12个省、直辖市、自治区：黑龙江、吉林、辽宁、河北、山西、陕西、甘肃、新疆、宁夏、内蒙古、北京和天津。
接邻国家有蒙古国、朝鲜、哈萨克斯坦和俄罗斯等。

## 浙江三北
清朝浙江省宁波府有“三北”地区。镇海、慈溪、余姚三县北部临海，故并称“三北”。1949年以后行政区划调整时，三北地区组建新的慈溪县，即今慈溪市。